# 1945 en animation asiatique
Voir aussi: 1945 au cinéma - 1945 à la télévision
Histoire des anime
1944 en animation asiatique - 1945 en animation asiatique - 1946 en animation asiatique

## Principales diffusions au Japon

### Films
- 12 avril : Momotaro, le divin soldat de la mer de Mitsuyo Seo, considéré comme le premier long métrage d'animation japonais.